# Bleienbach
Bleienbach es una comuna suiza del cantón de Berna, situada en el distrito administrativo de Alta Argovia. Limita al norte con Thunstetten, al noreste con Langenthal, al este con Lotzwil, al sureste y sur con Rütschelen, al suroeste con Ochlenberg, y al oeste con Thörigen.
Hasta el 31 de diciembre de 2009 situada en el distrito de Aarwangen.

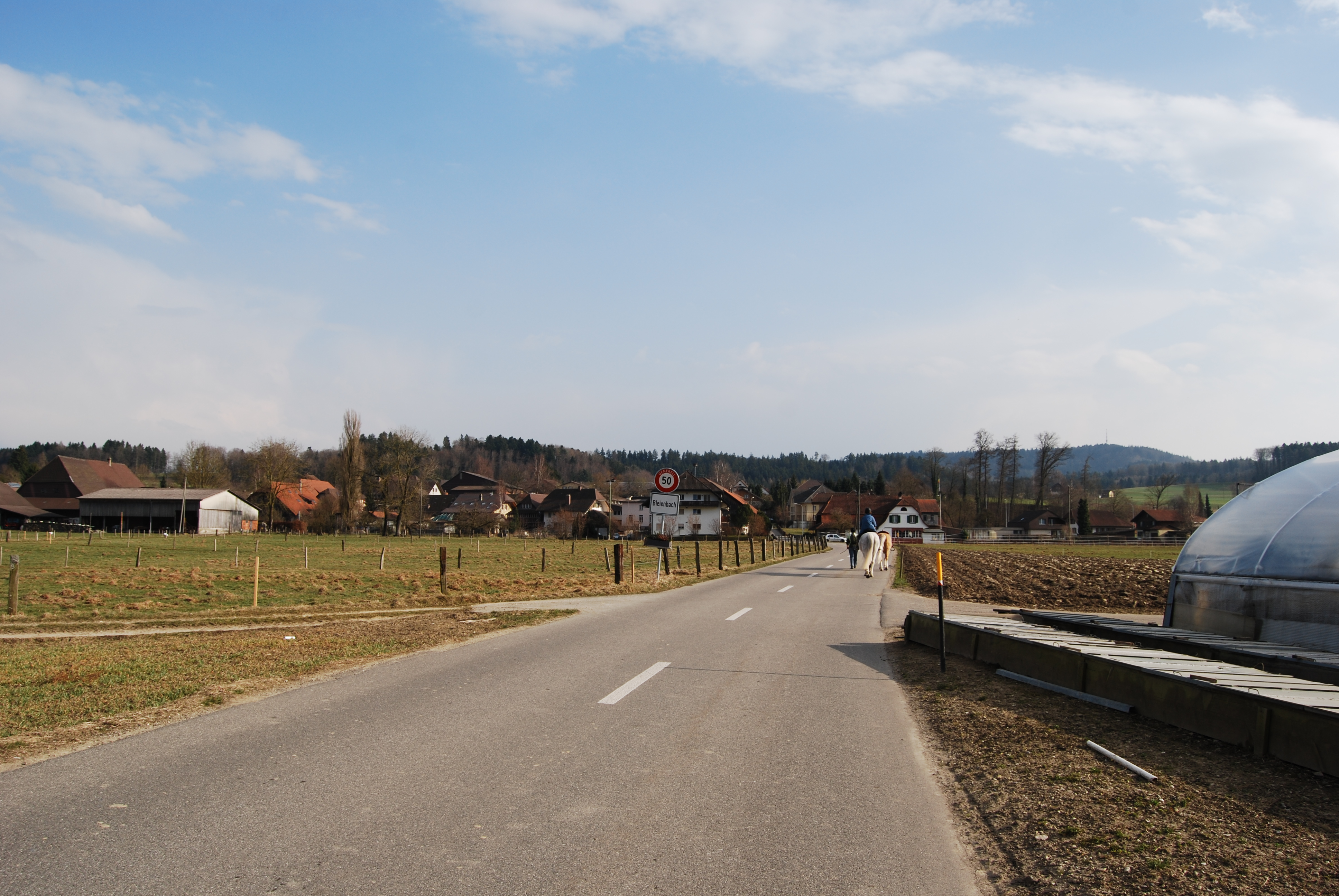
Bleienbach